# 능주군
능주군(綾州郡)은 지금의 전라남도 화순군의 서남 7면에 걸친 지역으로 화순군의 전체 면적 중 40%를 차지했던, 옛 행정구역이다. 능주 등의 화순지역을 포함한 영산강 유역은 고인돌이 270기 가까이 밀집되어 있어서 마한시대의 주요중심지 중의 하나라 할 수 있다.

## 역사
| Daedongyeojido (Gyujanggak) 18-05.jpg | Daedongyeojido (Gyujanggak) 18-04.jpg |
| Daedongyeojido (Gyujanggak) 19-05.jpg | Daedongyeojido (Gyujanggak) 19-04.jpg |

- 조선대학교 최미노교수에 의해 한천면(寒泉面) 모산리(牟山里) 도산마을옆 구릉 능주-화순간 도로확장 공사장에서 뗀석기(打製石器)가 수습되었다. 신석기 유적은 영산강 일대에서 발견되었지만 능주지역에서는 확인된 바 없다.

- 단군조선시대인 청동기 시대의 유적으로 많은 량의 고인돌 유적과 도암면의 천태리 유적이 확인되었다. 천태리 유적은 청동기나 토기는 발견되지는 않고 다수의 석기가 출토되었다.

- 열국시대 초기에 마한에 속했다. 서기 9년에 마한이 백제에 흡수되어 패망하자 영산강 유역 중심의 전남지역은 마한에 잔류해 침미다례를 형성했다. 근초고왕대에 침미다례가 백제에 복속했다.

- 무령왕 대에 침미다례는 백제에 완전히 흡수되어 능주에 남방(南方) 이릉부리군(爾陵夫里郡)이 설치되었다. 이릉부리군 산하에 잉리아현(仍利阿縣)과 파부리군(波夫里郡)이 있었다. 도암면 용강리에서 널무덤(土壙墓)이 4기 발견되었고 토기와 낫 등이 출토되었다.

- 660년 신라가 백제를 정복하자 당나라가 백제고토를 가로채 웅진 도독부를 설치했다. 신라는 이를 무시하고 발라주(發羅州)를 설치하여 이릉부리군도 이에 속했다. 671년 신라는 당나라를 축출하고 백제고토를 수복했다.

- 685년 발라주가 무진주로 변경되어 이에 속했다.  757년 전국의 행정구역명칭에 대한 개혁이 이루어지자 이릉부리군은 능성군(綾城郡)으로 개명하고 잉리아현은 여미현(汝湄縣), 파부리현은 부리현(富里縣)으로 개명하여 능성군의 관할에 들어갔다. 신라시대의 유적으로 쌍봉사의 철감선사탑(국보 57호)과 탑비(보물 170호)가 전해진다.

- 신라 하대(下代)에 후백제의 영역이 되었다.

- 고려시대인 940년에 산하 현들의 명칭이 각각 여미에서 화순(和順), 부리에서 복성(福城)으로 개명했다. 복성현은 보성군으로 편입되었다.

- 1018년 고려 현종 9년 능성군이 현으로 강등되어 나주목(羅州牧)관할이 되었다.

- 1143년 고려 인종 21년 현령(縣領)이 설치되고 철야현(鐵冶縣:나주시 봉황면)을 속현으로 편입시켰다.

- 1310년 충선왕 2년 왜구의 침입으로 장흥부가 철야현으로 이전하였다.

- 1380년 우왕 6년 왜구가 능성까지 침입해 주민들이 성을 쌓고 항전했다.

- 조선왕조가 개창하여 1415년 태종 15년에 철야현이 남평현으로 편입되었다.

- 이듬해인 1516년 태종 16년 화순과 합병하여 순성현(順城縣)이 되었다가 2년후 재분할하였다.

- 1435년 세종 17년에 화순과의 재합병이 논의되었다.

- 1519년 정암 조광조선생이 유배되었다가 1달후 사사되었다.

- 임진왜란이 발발하자 문홍헌과 최경희가 800명의 병력을 시작으로 의병을 일으켜 이를 주축으로 전라우의군(全羅右義軍)이 결집되었다. 전라우의군은 경상도 지역으로 진출하여  제1차 진주성 전투및 성주, 개녕수복전등, 영남일대에서 크게 활약했다. 전남우의군은 제2차 진주성 전투에서 대부분 전사하여 소멸했다.
- 1597년 선조 40년에 화순현이 임진왜란의 후유증으로 폐현되어 능성에 속했다가 1611년 광해군 3년에 복구되었다.

- 1632년 인조 10년에 인조대왕의 모후인 인헌왕후 구씨의 관향이라 하여 능주목(陵州牧)으로 승격되었다. 능주목은 10산하에 1759년에 8면[1], 1789년에는 10면 159리[2], 1864년에는 12개면[3], 통폐합이전인 1914에는 화순지역까지 17면 323리로 변동되었다.

- 1641년 인조 19년에 나주에 전라우영(全羅右營)이 설치되자 능주목사가 우영의 토포사를 겸했다.

- 1895년 23부제로 행정구역이 재편되면서 나주부 관할 능주군이 되었다가, 이듬해 13도제로 환원되면서 전라남도에 3등군으로 속했다.

- 1908년 화순군이 능주군에 합병되었다.

- 1914년 능주군과 동복군이 통합되어 지금의 화순군이 되었다.

## 구 능주지역 읍면의 연혁
- 능주면 -옛 능주목의 치소가 있었다. 능주목의 주내면과 동면지역이었다.
- 1908년 능주군 17면 중 주내면(州內面)과 회덕면(懷德面)으로 나뉘어 있었다.
- 1910년 주내면과 회덕면 사무소가 개청했다.
- 1913년 능주군이 화순군으로 개명하면서 주내면의 군청이 화순면으로 이전했다.
- 1914년 일제에 의한 행정폐합으로 주내면이 능주면으로 개명하고 회덕면을 합병했다.
- 해방 후인 1948년 면 청사를 지금의 자리로 이전했다.
- 1950년 7월에 6.25동란으로 면청사가 소실되어 면화 수집 창고가 일시 면청으로 개수되었다.
- 면 청사가 현재의 건물로 신축되었다. 현재 법정 12개리, 행정 17개리

- 도곡면 -옛 오도면과 대곡면에서 1자씩 따왔다. 여지도서(輿地圖書:1759년)에 의하면 능주목 10개면 중 서일면(西 一面)과 북면(北面) 지역으로 나뉘어 기록되어 있다.
- 고종 즉위년인 1864년에 망해면(望 海面)과 북면(北面)이 있었고 1896년 고종 33년에는 오도면(吾道面)과 화남면(花南面), 대곡면(大谷面)으로 나뉘어 있었다. 1910년에 3면 사무소가 개청했다.
- 1914년 일제에 의한 행정폐합으로 위 3면과 남평군 저포면 일부를 통폐합해 도곡면을 설치했다.
- 1950년 6.25동란으로 면사무소가 소실되어 누에창고가 임시청사로 사용되었다.
- 1956년 현재의 위치에 청사를 신축 이전했다.
- 1980년과 1990년 두차례 먼사무소를 신축, 증축했다.
- 1983년 주도리(周道里)를 화순읍으로 편입했다.[4]12법정리,25행정리, 32개마을

- 춘양면 -옛 단양면과 부춘면에서 한자씩 따왔다. 1744년 능주목 10개면 중 남일면(南一面)
- 1864년 석정면(石亭面)과 개천면(開天面)으로 분할되었다. 1895년 전후에 각각 단양면(丹陽面)과 부춘면(富春面)으로 개명했다.
- 1910년에 면사무소가 개청했다.
- 1914년 양면이 합병되어 춘양면이 되었다.
- 1930년경 현재의 위치에 한옥(韓屋)면사무소를 신촉했다.
- 1950년에 625동란으로 청사가 불타서 숙직실을 임시청사로 사용했다. 2년후 한옥으로 재신축했다.
- 1981년에 구청사를 철거하고 신축했다. 88년에 증축했다.
- 1988년에 화림1리를 1리와 3리로 분할했다. 현재 법정 14리 행정26리. 자연마을 35부락.

- 한천면 -금오산의 참샘(寒泉)에서 유래했는데 옛날에는 용천(龍泉)으로 불렸다. 금오산(金鰲山)은 금자라라는 뜻인데 둘다 고려시대부터 전해지는 어느 부녀(父女)의 전설에서 유래했다. 1652년에 함양박씨일족이 이주해 집을 짓고 한천당(寒泉堂)이라 이름 지은 뒤 한천이라는 마을이름이 생겨났다.
- 영조시대-능주목 동면의 일부 30개 관할마을 중에 20개 마을이 이에 속했다. 그 중에 한천리(寒泉里)가 보인다. 순조시대에 금오면(金鰲面) 하금전리(下金田里)로 되어 있다. 종종 한천면, 동면등으로도 바뀌어 불린 듯 하다.
- 1864년에 금오면(金鰲面)과 운룡면(雲龍面)으로 기록된다
- 1896년이래 영내(嶺內),영외(嶺外) 2면이 각 13개 마을씩 관할했다.
- 1908년 두 면을 한천면으로 통폐합했다. 1910년에 한계리의 박귀휴 면장 사랑채에 면사무소를 설치했다.
- 1934년 한옥 청사를 신축했다.
- 1949년 여순반란으로 면사무소가 불타서 한천국민학교 교실중 하나를 빌려 이전했다.
- 6.25동란으로 한천국민학교가 소실되어 이전했다. 1955년에 이양면의 한속 한채를 이전해와 면사무소로 사용했다.
- 1963년 행정구역 개편으로 지금의 11개 법정리, 20개 행정리. 27개 마을이 광할하에 들어왔다.
- 1966년 반곡리를 중심으로 5개리에 영외출장소가 설치되었다.
- 1987년과 88년에 현재위치에 신축및 증축되었다.
- 1990년. 영외출장소가 반곡리에서 동가리로 이전되었다.

- 이양면 -중심마을인 오얏(李陽)골에서 유래하는데 면명에서는 자두(李)가 배(梨)로 바뀌었다. 1531년 신증동국여지승람이래 이양원(李陽院)이라는 지명이 나온다.
- 영조,정조대왕 이래 능주목 10개면 중 상동변면(上東邊面), 하동변면(下東邊面).
- 1854년 고종즉위년 전후 인물면 (人物面), 쌍봉면(雙峯面)으로 기록되고 1895년의 행정개편당시에 도림면(道林面)과 송석면(松石面)으로 개명했다.관할리는 26개 마을. 1910년에 면사무소가 개소했다.
- 1914년에 각면의 관할리가 각 9개와 8개로 통폐합되었다.
- 1932년 두 면을 합병해 17개 마을을 관할리로 이양면(梨陽面)으로 개청하고 이양리에 면사무소를 옛 도림면 사무소에 설치했다.
- 6.25동란으로 청사가 불타서 누에창고를 임시청사로 사용했다.
- 1956년 오류리에 면사무소를 신축, 이전했다.
- 1966년에 묵곡리에 4개리 관할로 묵곡출장소가 설치되었다.
- 1979년 면사무소를 신축,이전했다.
- 1998년 묵곡출장소가 폐지되었다. 현재 17개 법정리. 30개 행정리. 60개 자연부락

- 도암면 -옛날의 도장면(道莊面)과 호암면(虎巖面)에서 유래한다. 1660년에 능주목 서이면(西二面), 숙중연간에 안의면(安義面)으로 기록되었다.
- 1756년경에 서이상면(西二上面)과 서이하면(西二下面),또는 능주목 10개면 중 이상면(二上面)과 이하면(二下面)으로 기록되어 있다. 1765년경에 일시 천태면(天台面)으로 합병되었다가 재분할되었다. 각각 16개와 12개 마을을 관할했다.
- 1864년경에 능주목 12개면중 천태면(天台面)과 호암면(虎岩面)으로 기록되었다.
- 1895년의 행정구역개편으로 도장면(道莊面), 호암면(虎巖面)으로 기록되었다. 1910년에 면사무소가 개청했다.
- 1914년에 일제에 의한 행정개편으로 두 면과 남평군 다소면의 일부를 통폐합해 지금의 도암면이 되었다.
- 1950년 625동란으로 면사무소가 불타서 지월리에서 원천리로 이전했다.
- 1966년에 5개리를 관할로 용강출장소가 설치되었다.
- 1983년과 1999년에 면사무소를 현재자리에 신축및 증축했다. 현재 15개 법정리. 15개 행정리. 34개마을

- 청풍면 -세청면(世淸面), 신풍면(新豊面) 두 면에서 유래한다. 조선후기 이후 서변면(西邊面),또는 서면(西面)으로 기록된다 추정관할 10리
- 1840년 이후 세청면(世淸面)이 보인다.
- 1895년 이후 세청면과 신풍면으로 나뉘었다. 각각 10개리와 9개리를 관할했다.
- 1914년 두 면을 합병해 11개 마을을 관할로 청풍면이 되었다.
- 1950년 11월 공비의 침입으로 면사무소가 불타 면사무소 뒷편의 가건물에서 공무수행.
- 1961년과 1988년에 면사무소를 신축했다. 위치는 같음.
- 1996년에 백운1.2를 통합했다. 현재 11개 법정리. 16개 행정리. 31개 마을.